# Stephan Kling
Stephan Kling (* 22. März 1981 in Dachau) ist ein ehemaliger deutscher Fußballspieler und gegenwärtiger Teamkoordinator des 1. FC Saarbrücken.

## Karriere
Mit sechs Jahren verließ Kling nach nur einem Jahr seinen Jugendverein SC Amicitia München und wechselte in die Jugendabteilung des FC Bayern München. Mit 19 Jahren gehörte er der Regionalliga-Mannschaft an, für die er 60 Spiele bestritt und kurzfristig zum Profikader zählte – allerdings ohne Einsatz in diesem.
2002 gehörte er zum Profikader des Hamburger SV, für den er bis 31. Dezember 2004 26 Bundesliga- und für die zweite Mannschaft 19 Regionalliga-Spiele (1 Tor) bestritt. In dieser Zeit gewann er auch seinen einzigen Vereinstitel als Profi-Fußballer. Sein erstes Bundesligaspiel bestritt er am 15. September 2002 (5. Spieltag) beim 2:0-Heimsieg über den 1. FC Kaiserslautern. Des Weiteren wurde er zweimal im DFB-Pokal, dreimal im Ligapokal und viermal im UI-Cup eingesetzt.
Ab dem 5. Januar 2005 spielte er für den 1. FC Saarbrücken zunächst zwei Jahre in der 2. Bundesliga und – abstiegsbedingt – ein Jahr lang (15 Spiele) in der Regionalliga Süd.
2007 zog es ihn nach Österreich zum Bundesligisten SCR Altach, für den er am 11. Juli 2007 (1. Spieltag) bei der 1:4-Niederlage beim FC Red Bull Salzburg debütierte und das einzige Tor (von zwei in der Saison) erzielte. In der Folgesaison spielte er 25 Mal und erzielte ein Tor. Aufgrund mangelnder Perspektiven und dem Abstieg der Altacher kehrte Kling im Sommer 2009 nach Deutschland in die Verbandsliga Hessen zum VfB Süsterfeld zurück. In der Saison 2010/11 spielte er 17 Mal für den Hessenliga-Aufsteiger Eintracht Wetzlar, ehe er in der Winterpause zum West-Regionalligisten Sportfreunde Lotte wechselte.
Ohne Einsatz beendete er seine aktive Fußballerkarriere und bekleidete den Posten des Teammanagers beim Regionalligisten FC 08 Homburg. Im Oktober 2013 bewarb er sich bei Milan Šašić, dem Cheftrainer des 1. FC Saarbrücken und wurde sofort ins Trainingslager des Drittligisten gebeten, wo er als Teamkoordinator eingearbeitet wurde.

## Nationalmannschaft
1999 gab er sein Debüt als Junioren-Nationalspieler in der U-18-Auswahl des DFB im Spiel gegen die Auswahl Italiens. Bei der vom 17. bis 24. Juli 2000 in Deutschland ausgetragenen U-18-Europameisterschaft absolvierte Kling alle drei Gruppenspiele und wurde mit der U-18-Nationalmannschaft Dritter des Turniers.
In der Folge rückte er in die U-20-Nationalmannschaft auf und gehörte bei der U-20-Weltmeisterschaft 2001 in Argentinien zum Aufgebot. Dort wirkte er in allen vier Turnierspielen mit, als die deutsche Auswahl im Achtelfinale Frankreich mit 2:3 unterlag.
Nach Einsätzen für die Juniorenmannschaften des Deutschen Fußball-Bundes spielte Kling auch einmal, am 6. September 2002, im Team 2006, dem Perspektivteam für die Weltmeisterschaft 2006 bei der 1:2-Niederlage in Mönchengladbach gegen das A 2-Team der Türkei. Zwischen 2002 und 2004 kam er zu sieben Einsätzen in der U-21-Nationalmannschaft, darunter auch in zwei Qualifikationsspielen für die U-21-Europameisterschaft 2004.

## Erfolge
- Deutscher B-Juniorenmeister 1997 (mit dem FC Bayern München)
- Dritter der U-18-Europameisterschaft 2000
- Ligapokal-Sieger 2003 (mit dem Hamburger SV)